# Cyphia pectinata
Cyphia pectinata är en klockväxtart som beskrevs av Franz Elfried Wimmer. Cyphia pectinata ingår i släktet Cyphia, och familjen klockväxter.
Artens utbredningsområde är Swaziland. Inga underarter finns listade i Catalogue of Life.